# デイ・オブ・ザ・テンタクル
マニアック・マンション: デイ・オブ・ザ・テンタクル(Maniac Mansion: Day of the Tentacle)は、1993年に米国で発売されたパソコン向けアドベンチャーゲームである。1987年に発売された「マニアックマンション」(Maniac Mansion)の続編であり、前作に登場したキャラクターが本作にも登場する。
SCUMMゲームエンジンを使用した第三者視点のアドベンチャーゲームという点や、3人のプレーヤーキャラクターを交代・協力させながらゲームを進める点は前作と同じだが、本作ではプレーヤーキャラクターが過去・現代・未来のそれぞれに分かれており、歴史改変による問題解決が大きな特徴となっている。本作は最初に登場したフロッピーディスク版を除き、声優がキャラクターのセリフをしゃべるトーキー仕様となっている。

## ストーリー
バーナード達がフレッド博士の屋敷・マニアックマンションからサンディを救出してから数年後、屋敷に住むパープルテンタクルが廃液を飲んだことで突然変異を起こした結果、手が生えると共に天才的な頭脳を持ち、世界征服を企むようになった。サンディの件で親しくなったグリーンテンタクルは、パープルテンタクルごとフレッド博士に殺されそうになり、バーナード達に助けを求める。彼らは無事テンタクルたちを助け出すも、パープルテンタクルを逃してしまう。
タイムマシンで一日前に戻って廃液の排出を止めることをフレッド博士から提案されて、バーナードは2人のルームメイト、ラバーンとホギーと共にタイムマシンに乗る。ところが、タイムトラベルの途中でタイムマシンの部品の模造ダイヤモンドが壊れてしまい、ラバーンは200年後の、ホギーは200年前のマニアックマンションにタイムトラベルしてしまう。パープルテンタクルの野望を阻止すべく、現代に戻ってきたバーナードは2人の仲間と協力してタイムマシンを修理する。

## ゲームの操作
マニアックマンションやこれまで発表されたルーカスアーツのアドベンチャーゲームと同様、本作の画面の上2/3程にはプレーヤーキャラクターなどが第三者視点で表示されるメインスクリーンが配置されている。また、画面左下には命令コマンド一覧が、右下にはアイテム一覧と他のプレーヤーキャラクターの顔のアイコン(操作するプレーヤーキャラクターを交代するためのボタン)が表示されている。
一覧に表示されている命令コマンドはGive(渡す)、Open(開ける)、Close(閉じる)、Pick Up(取る)、Look at(見る)、Talk to(話す)、Use(使う)、Push(押す)、Pull(引く)の9種類であり、命令コマンド、メインスクリーン上のオブジェクト又はアイテム一覧リスト内のアイテムの順に選択(マウスボタンのクリックやタッチパネルのタップ)することで、動詞+目的語のコマンドが完成し、プレイヤーキャラクターが行動する。動詞を選択しないときの命令コマンドはWalk To(行く)であり、プレイヤーキャラクターを選択した位置に移動させるものである。
本作は3人のプレーヤーキャラクターが3つの時代に分かれており、古い世界での行動の結果が新しい時代に反映されるようになっている。例えば未来世界にいるラバーンは最初は木に引っかかった状態で行動できないが、他の時代で木を切ることにより未来世界で木が消出して行動できるようになる。また、仮設トイレを改造したタイムマシンにアイテムを流すことで、他の時代にいるプレーヤーキャラクターにアイテムを渡すことができるようになっている。

## 登場人物

### プレイヤーキャラクター
バーナード(Bernard)
前作にもプレイヤーキャラクターとして登場したオタク男性。主に現代で行動する。本作にてファミリーネームがバーヌーリ(Bernoulli、ベルヌーイの英語読み)であることが判明する。初期所有アイテムである教科書は、読み聞かせると聞いた相手が退屈すぎて眠くなってしまう効果がある。
ラバーン(Laverne)
バーナードのルームメイト。解剖実習を翌日に控えた女学生(二年生)。主に200年後の未来で行動する。未来世界では世界はテンタクルに支配されており、人間はペット扱いである。初期所有アイテムはメス。
ホギー(Hoagie)
バーナードのルームメイト。野球帽を後ろ前にかぶりヘビメタのTシャツを着た長髪かつ肥満体型のバンドマン。主に200年前のアメリカ植民地時代で行動する。初期所有アイテムは缶切り。

### 現代のマニアックマンションの住人
フレッド博士(Dr. Fred Edison)
前作から引き続き登場するマッドサイエンティスト。前作とは違い行動は比較的常識的になった。夢遊病に悩まされており対策としてコーヒーを飲み続けて眠らないようにしている。フレッド博士及びその家族には、本作より名字「エジソン」が設定されている。
エドナ(Nurse Edna Edison)
フレッド博士の夫人。前作にも登場。本作では屋敷の至る所に設置されたカメラ映像の監視を行っている。
エド(Weird Ed Edison)
フレッド博士とエドナの一人息子。前作にも登場。前作に比べると口数も少なくなり陰気な性格となっている。趣味は切手収集。
グリーンテンタクル(Green Tentacle)
緑色の触手状の生物。前作にも登場。サンディの誘拐事件以来バーナードとは友人の関係。ロック好きでバンドを組んでいる。
パープルテンタクル(Purple Tentacle)
紫色の触手状の生物。前作にも登場。突然変異により世界征服を企み、未来世界では世界の支配者となっている。グリーンテンタクル共々本作では小柄でずんぐりとした円錐状の体格となっており、上下に3つ並んだ吸盤で豊かな表情を描く(一番上の吸盤が両目、二番目の吸盤が口のように動く)。
テッド(Dead Cousin Ted)
フレッド博士の従兄弟。前作にも登場。故人であり、前作同様全身を包帯にグルグル巻にされた状態での出演。過去、未来のそれぞれにも似たようなミイラが登場する。
ハムスター(Hamster)
エドに飼われているハムスター。前作とは別の個体で、前作のハムスターは死んだことがエドの口から語られる(前作では特定のプレイヤーキャラクターはハムスターを電子レンジで焼き殺すことができる)。

### 200年前の時代の登場人物
レッド(Red Edison)
200年前のマニアックマンションの主でフレッド博士の先祖。科学者と宿屋の主人を兼任している。
ネッドとジェッド(Ned & Jed Edison)
レッドの双子の息子達。父親とは異なり芸術家志向。ネッドが右利きでジェッドが左利き。
ジョージ・ワシントン(George Washington)
アメリカ合衆国建国の父の一人で初代大統領。本作では桜の木を切った逸話の背景が語られる。
トーマス・ジェファーソン(Thomas Jefferson)
アメリカ合衆国建国の父の一人で第三代大統領。合衆国憲法の制定にあたり、広く提案を募集している。
ジョン・ハンコック(John Hancock)
初代マサチューセッツ州知事。アメリカ合衆国の独立宣言に最初に署名した人物である。本作では非常に寒がりな人物として描かれており、凍えて震えている。
ベンジャミン・フランクリン(Benjamin Franklin)
アメリカ合衆国建国の父の一人。マニアックマンションの外で凧揚げ実験を行っている。ワシントン、ジェファーソン、ハンコック及びフランクリンはレッドが経営する宿屋(=マニアックマンション)に宿泊している。

## 対応機種及び言語
本作は1993年に登場したDOS版及び1996年に登場したMacintosh版のオリジナル版と、2016年より販売されているリマスター版(Day of the Tentacle Remastered)の2つのリリースが存在する。グラフィックを高解像度のものに描き直したリマスター版は、Windows、Mac、Linux、iOS、PS4、PS VITAに対応しており、PC版はSteamやGOG.comでダウンロード販売されている。
DOS版及びリマスター版は、英語のみならず、ドイツ語、イタリア語、フランス語、スペイン語にも対応している(DOS版は販売国ごとでの対応。ドイツ語についてはスピーチの吹き替えあり。他の言語は英語スピーチ+各国語字幕)。日本語版は発売されていないが、Macintosh用の英語版に日本語マニュアルを付属させたものをマイクロマウス株式会社がかつて販売していた。
オリジナル版はSCUMMゲームエンジン上で動作しているため、オープンソースの互換ゲームエンジンであるScummVM上で動作させることができる。すなわち、Windows、Mac、各種UNIX、iOS、Android等の様々なプラットフォーム上でプレイ可能である。
また、スーパーファミコン用ソフト"Zombies Ate My Neighbors"のように、本作がおまけとして収録された例もある。

## 付属ゲーム
DOS版では、エドの部屋にあるパソコンを操作することでマニアックマンションをプレイすることが可能である。DOS版のマニアックマンションは160x200ドットのオリジナル版と320x200ドットのエンハンスト版の2種類があるが、どちらが付属するかは言語によって異なる。